# Kanton Echternach
Kanton Echternach (lb. Kanton Iechternach, fr. Canton d'Echternach, niem. Kanton Echternach) – jeden z dwunastu kantonów w Luksemburgu, znajduje się we wschodniej części kraju. Przed 3 października 2015 należał do dystryktu Grevenmacher. Siedziba kantonu znajduje się w miejscowości Echternach (Iechternach).

## Podział administracyjny
W skład kantonu wchodzi siedem gmin (gemeng, commune, Gemeinde):
1. Beaufort (Beefort / Befort)
2. Bech
3. Berdorf (Bäerdref)
4. Consdorf (Konsdref)
5. Echternach (Iechternach)
6. Rosport-Mompach (Rouspert-Mompech)
  - Mompach (Mompech)
  - Rosport (Rouspert)
7. Waldbillig (Waldbëlleg)